# La Poudre d'escampette (film)
Pour les articles homonymes, voir Poudre d'escampette.
Pour plus de détails, voir Fiche technique et Distribution.
La Poudre d'escampette est un film franco-italien réalisé par Philippe de Broca, sorti en 1971.

## Synopsis
En 1942, en Afrique du Nord, une jeune femme (Marlène Jobert) aide un officier anglais (Michael York) à échapper aux Allemands, avec l'aide d'un escroc (Michel Piccoli) et d'un Tunisien (Amidou). Ils vivront mille aventures dans le désert.

## Fiche technique
- Titre original : La Poudre d'escampette
- Réalisation : Philippe de Broca
- Scénario : Philippe de Broca, Jean-Loup Dabadie d'après le roman La Route au soleil de Robert Beylen[1]aux Presses de la Cité.
- Musique : Michel Legrand
- Décors : François de Lamothe
- Costumes : Jeannine Vergne
- Photographie : René Mathelin
- Son : Jean-Louis Ducarme
- Montage : Henri Lanoë
- Production : Georges Dancigers, Alexandre Mnouchkine, Franco Cristaldi
- Sociétés de production : 
  -  Les Films Ariane, Columbia France
  -  Vides Cinematografica
- Société de distribution : 
  - Columbia (en 1971)
  - Coin de Mire (en version restaurée 4K, 2021)
- Pays d'origine :  France |  Italie
- Format : couleur (Eastmancolor) — 35 mm — son Mono
- Genre : comédie dramatique
- Durée : 110 minutes
- Tournage : du 7 décembre 1970 au 4 mars 1971 au Maroc, notamment à Erfoud et à Essaouira
- Date de sortie : 
  - France :  1er septembre 1971
  - France : 9 avril 2021 (version restaurée 4K)
- Affiche : Georges Kerfyser (France)

## Distribution
- Marlène Jobert : Lorène
- Michel Piccoli : Valentin
- Michael York : Basil
- Louis Velle : Paul-Émile
- Amidou : Ali
- Didi Perego : Renata
- Jean Bouise : l'homme de la terrasse
- Gene Moyle : le major anglais
- Alan Scott : l'officier anglais de l'avion
- Hans Verner : le major Becker
- Gaetano Cimarosa : un soldat italien
- Umberto D'Orsi : le major Bruzzalini
- Salvatore Ricciardella : Ambrosio
- Ugo Fangareggi : l'adjoint
- Luca Sportelli : Colombani
- Leopoldo Trieste : le sergent du fort
- Luigi Bonos : Un soldat italien
- Gianni de Martino : Un soldat italien
- Ernesto Colli
- Tiberio Murgia : Giuseppe (non crédité)
- Alexandre Mnouchkine : l'homme en vélo-taxi (non crédité)
- Alain Béziers la Fosse : mitrailleur dans l'avion

## Autour du film
- L'avion abattu au début du film est un De Havilland DH.89 Dragon Rapide
- Les camions 4 x 4 utilisés par les troupes italiennes sont des Renault 2087 Goélette 4x4, véhicules de l'armée française utilisés dans les années 1960 jusqu'à fin des années 1970.
- L'avion que pilote (mal) Marlène Jobert est un authentique avion allemand de la Seconde Guerre mondiale, un Fieseler Fi 156

## Accueil
« Alors que le "comique" du film est assez lourd et utilise les stéréotypes, les relations du trio échappent totalement à la vulgarité et atteignent même une nuit de Noël à une sorte de poésie candide. On retrouve là un certain Philippe de Broca. Ailleurs, dans quelques scènes comiques, il cède à la facilité. Le dialogue manque de verve, le scénario est tissé d'invraisemblances. Le film n'a pas un rythme qui puisse pallier d'évidentes faiblesses. »

— Jacqueline Lajeunesse, La Saison cinématographique 1972

« Entre Valentin, Lorène et Basil, c'est à l'amitié, à la mort... Un peu à l'amour, aussi, le temps de quelques jours, quelques dunes, d'une gauloise fumée à trois sous la mitraille. Oasis de complicité qui finit en réveillon de Noël improvisé dans un fort abandonné. Car même si les Anglais ne sont pas loin, même si les Allemands arrivent, même si on ne se reverra peut-être jamais, ce qui prime, pour de Broca, c'est la légèreté. Un divertissement pétaradant à la poudre de mélancolie. »

— Guillemette Odicino, Télérama, 12 juin 2010